# Calophasia liberatii
Calophasia liberatii là một loài bướm đêm trong họ Noctuidae.